# Sichuan
Sichuan er en centralt beliggende provins i Kina, beliggende øst for Tibet. Provinsen dækker 485.000 km², og dermed er området den største provins i det sydvestlige Kina. Sichuan har 109 millioner indbyggere, hvoraf de 98% er hankinesere, mens resten er fordelt på 14 etniske mindretal. Provinsen er bjergrig med mange vandløb, hvoraf det vigtigste er Chang Jiang (= Yangtses øvre løb). Sichuan er rigt på ressourcer: kul, olie, naturgas, titan, kobber, vanadium, guld og salt.
Sichuan kan opdeles i to topografiske halvdele: Sichuan højsletten i vest og det røde bækken i øst. Sichuan højsletten er egentlig en fortsættelse af den tibetanske højslette med flere nord-syd gående bjergrygge. Området har mange, højtliggende græsgange og skovklædte tinder. Den rummer to autonome regioner med dels tibetanere og dels Yifolket. Det røde bækken har subtropisk klima og rigelig sommerregn. Hele landskabet er opdyrket, terrasseret og kunstvandet. Det er meget tæt befolket, men da det er omgivet af bjerge, har det været meget isoleret igennem historien. Fra 1950'erne har omfattende vej- og jernbanebyggeri dog åbnet adgangen til området.
Området omfatter 3 autonome præfekturer, 19 byer, 165 amter, 8 autonome amter og et industri-landbrugsdistrikt. Hovedstaden er Chengdu (= "den perfekte storby"), men provinser har mange andre større byer, bl.a. Dukou, Leshan, Luzhou, Nanchong, Neijiang, Wanxian, Xichang, Yibin og Zigong. Kæmpebyen Chongqing blev i 1997 udskilt fra provinsen og danner nu en selvstændig byregion.

## Beskrivelse
Sichuansletten er et frugtbart område med lave bakker og sletter, der helt er omgivet af bjerge. Mod vest og nord ligger grænsen til Tibet, mod syd har man Yunnanhøjsletten og mod øst findes der et flere hundrede km bredt bælte af mellemhøje bakker, der gennemskæres af Yangtzefloden. Sichuansletten består af lave bakker og flodsletter, og den ligger på et sted, hvor flere floder samles for at flyde sammen med den mellemste del af Changjiang (Yangtze) floden. Selv om den er omgivet af forrrevne bjerge, er sletten selv et yderst frugtbart og produktivt landbrugsområde. Klimaet er subtropisk med kølige, overskyede vinterdage og varme, tågefyldte somre.

### Geologiske forhold
Landskabet består af et lavtliggende slettelandskab mod øst ("Det røde bækken" = den egentlige Sichuanslette), en højtliggende slette mod vest: Sichuan-plateauet, som egentlig er en udløber af den tibetanske højslette, et bjerglandskab i den midterste del af lavlandets sydlige udkant og nogle højtliggende sumpe midt for mod nord.
Lavlandet omfatter udstrakte områder med en undergrund af rødlig sandsten og violette skifre, der danner grundlaget for frugtbare landbrugsjorde. Sletten brydes af lave kalkstensbjerge, som når op i 700 m højde. I den vestlige del af Sichuan sletten får Yangtze tilløb fra floderne Minjiang-Dadu He, Tuojiang og Jialing, og på Sichuansletten forenes den med Yalong. Der, hvor floderne når frem til lavlandet, nedsættes strømhastigheden, og de afsætter deres indhold af sedimenter.
Randbjergene er Min Shan, Longmen, Micang og Daba bjergene mod nord, Wushan kæden mod øst og Shaluli, Qionglai og Daxuebjergene mod vest. Mod syd går landskabet mere jævnt over i Yunnans bjerge.

### Klimaforhold
Klimaet på Sichuansletten er mildt med meget varme somre (26 til 29 °C) kølige vintre (5 til 8 °C). Bjergene nord for sænkningen beskytter mod vinterkulden ved at spærre for den sydgående, kolde luftstrøm fra Centralasien. I januar har man på de laveste dele af sletten har man 3-8 °C, på Sichuan-plateauet ÷9-+3 °C og mod syd 8-13 °C. I juli er det 25-29 °C i lavlandet, 11-17 °C på plateauet og 22-26 °C mod syd.
Den årlige nedbør er på 1.000 mm i Det røde Bækken, 500-700 mm på Sichuan-plateauet og 800-1.200 mm mod syd. De omgivende bjerge forhindrer luftbevægelse, og det lavtliggende bækken bliver med mellemrum udsat for temperaturinversion (populært sagt: låg over slettens luftmasse). I sommertiden er det ofte overskyet eller meget diset, og tåge forekommer på mange vinterdage. I Chengdu i den vestlige del af Sichuansletten har man faktisk tåget vejr gennemsnitligt mere end 300 dage om året.

### Administrativ inddeling
Sichuan er inddelt i 21 enheder på præfekturniveau (Én subprovinsiel by, 17 bypræfekturer og 3 autonome præfekturer).
| Kort | Kort                                | Kort               | Kort                         | Kort                | Kort               |
| ---- | ----------------------------------- | ------------------ | ---------------------------- | ------------------- | ------------------ |
|      |                                     |                    |                              |                     |                    |
| #    | Name                                | Hanzi              | Pinyin                       | Administrationssæde | Type               |
| 1    | Garzê (For tibetanere)              | 甘孜藏族自治州     | Gānzī Zàngzú Zìzhìzhōu       | Kangding            | Autonomt præfektur |
| 2    | Ngawa (For tibetanere og Qiangfolk) | 阿坝藏族羌族自治州 | Ābà Zàngzú Qiāngzú Zìzhìzhōu | Barkam              | Autonomt præfektur |
| 3    | Mianyang                            | 绵阳市             | Miányáng Shì                 | Fucheng             | Bypræfektur        |
| 4    | Guangyuan                           | 广元市             | Gǔangyúan Shì                | Lizhou              | Bypræfektur        |
| 5    | Nanchong                            | 南充市             | Nánchōng Shì                 | Shunqing            | Bypræfektur        |
| 6    | Bazhong                             | 巴中市             | Bāzhōng Shì                  | Bazhou              | Bypræfektur        |
| 7    | Dazhou                              | 达州市             | Dázhōu Shì                   | Tongchuan           | Bypræfektur        |
| 8    | Ya'an                               | 雅安市             | Yǎ'ān Shì                    | Yucheng             | Bypræfektur        |
| 9    | Chengdu                             | 成都市             | Chéngdū Shì                  | Qingyang            | Subprovinsiel by   |
| 10   | Deyang                              | 德阳市             | Déyáng Shì                   | Jingyang            | Bypræfektur        |
| 11   | Suining                             | 遂宁市             | Sùiníng Shì                  | Chuanshan           | Bypræfektur        |
| 12   | Guang'an                            | 广安市             | Guǎng'ān Shì                 | Guang'an            | Bypræfektur        |
| 13   | Meishan                             | 眉山市             | Méishān Shì                  | Dongpo              | Bypræfektur        |
| 14   | Ziyang                              | 资阳市             | Zīyáng Shì                   | Yanjiang            | Bypræfektur        |
| 15   | Leshan                              | 乐山市             | Lèshān Shì                   | Shizhong            | Bypræfektur        |
| 16   | Neijiang                            | 内江市             | Nèijiāng Shì                 | Shizhong            | Bypræfektur        |
| 17   | Zigong                              | 自贡市             | Zìgòng Shì                   | Ziliujing           | Bypræfektur        |
| 18   | Yibin                               | 宜宾市             | Yíbīn Shì                    | Cuiping             | Bypræfektur        |
| 19   | Luzhou                              | 泸州市             | Lúzhōu Shì                   | Jiangyang           | Bypræfektur        |
| 20   | Liangshan (For yiene                | 凉山彝族自治州     | Liángshān Yízú Zìzhìzhōu     | Xichang             | Autonomt præfektur |
| 21   | Panzhihua                           | 攀枝花市           | Pānzhīhūa Shì                | Dongqu              | Bypræfektur        |

Disse 21 enheder på præfekturniveau er inddelt i 181 enheder på amtsniveau (43 distrikter, 14 byamter, 120 amter og 4 autonome amter). Disse er igen inddelt i 4782 enheder på kommuneniveau (1865 bykommuner (towns), 2586 kommuner (townships), 93 etniske kommuner (ethnic townships) og 238 subdistrikter).
Efter at Chongqing blev udskilt som provinsuafhængig by, ble Chengdu ny hovedstad.
- Hongzhaobi, South Renmin Road, Chengdu
- South Renmin Road, Chengdu
- Hongxing Road, Chengdu
- Zongfu Road, Shudu Ave., Chengdu
- Nijia Qiao, South Renmin Road, Chengdu
- Jin River, Shangri-la Hotel Chengdu

## Natur
På grund af en lang historie med intensiv, menneskelig udnyttelse har Det røde Bækken meget lidt tilbage af de oprindelige biotoper. Nogle tempelskove og visse hellige bjerge som Leshan eller Dazushan rummer rester af den oprindelige klimaksvegetation, som er løvskove. Når man ser bort fra visse halvvilde enklaver på flodsletterne, findes de mest udstrakte, naturlige skove på de nedre skråninger af Sichuanbækkenets randbjerge, heriblandt bjerget Emei, som gennem århundreder er sluppet for at få sine skove fældet, fordi det er helligt.

### Flora
Den oprindelige vegetation i Sichuanbækkenet bestod sandsynligvis af en blanding af subtropiske Ege (egentlige ege, Quercus, men også arter af Castanopsis), Laurbær (Laurus) og Schima (en slægt i Lyng-familien). Forskellige arter i Laurbær-familien formodes at høre hjemme på sletten, og blandt dem er Machilus, Lindera, Litsea og Kanel nogle af de vigtigste. Det er svært at vide noget om disse skoves præcise sammensætning, for de er forsvundet for længst, men man formoder, at klimaksskovene i lavlandet har lignet de plantesamfund, der er kendt fra tilsvarende klimaforhold andre steder i Kina.
Udyrkede eller ekstensivt dyrkede områder af Det røde Bækken omfatter skovløse skråninger med buskadser af Rododendron, Vaccinium bracteatum og Myrica nana. Steder, som har haft ro i nogen tid, kan have åbne bevoksninger af Pinus massoniana eller Kryptomeria (Cryptomeria japonica), som dog ofte er plantet. Kalkstensbjergene har buskads- og skovvegetationer, der er meget markente med Platycarya, Sichuan peber (Zanthoxylum planispinum) og forskellige rosenarter.

### Biodiversitet
Sandsynligvis er dette hot spot botanisk set det rigeste tempererede område i verden, selv om biodiversiteten ikke er fuldstændigt beskrevet. Variationen mellem karplanterne vurderes til at være på ca. 12.000 arter, dvs. 40 % af alle plantearter i Kina. Af dem er de 3.500 arter (eller 29 %) og mindst 20 slægter endemiske, heri medregnet 100 endemiske bregner og 20 endemiske nøgenfrøede. To plantefamilier er også endemiske for Sichuan i deres helhed: Det drejer sig om Circaeasteraceae og den monotypiske Acanthochlamydaceae.
Området er et refugium adskillige gamle plantearter, der ikke findes andre steder i verden. Der er repræsentanter for slægterne Rododendron, Rhodiola, Kingdonia og Circaeaster. Mere end 25 % af alverdens Rododendronarter (230 forskellige) findes i bjergene, og mange af dem er endemiske og meget sjældne.
Nede i Det røde Bækken fandtes der engang nogle sjældne planter, som stadig kan ses under på de omgivende forbjerge, hvor der er subtropiske forhold. Det drejer sig bl.a. om træbregnen Cyathea spinulosa, Duetræet (Davidia involucrata) og nåletræet Cathaya argyrophylla.

### Emei Shan
Hovedartikel: Emei Shan
Emei Shan er måske et af de bedste steder at se rester af den frodige Sichuan slettes subtropiske skove og de tilhørende dyrearter. Emei Shan er et isoleret kalkstensbjerg i den østlige udkant af forbjergene. Det når 3.099 m og betragtes som et af de botanisk set mest rige og varierede bjerge på den nordlige halvkugle. Emei Shan har mange planter og dyr, der er endemiske, eller som har en begrænset udbredelse som f.eks. Omei-Rosen og den tibatanske, stumphalede Makakabe, Macaca tibetana, en abeart med kortere hale og længere hårklædning end den nærtstående og mere udbredte Rhesusabe.

## Situationen i dag
Sichuan sletten har været under menneskelig indflydelse i mere end 5.000 år, og Det røde Bækken er et sted, som er blevet voldsomt omformet af menneskers virke. Det kæmpemæssige kunstvandingsprojekt ved Dujiang var allerede i drift for mere end 2.000 år siden, og i nutiden har Sichuan sletten en befolkning på 84,3 millioner mennesker (1997), fordelt på ca. 485.000 km². Befolkningstætheden i området er på næsten 175 personer pr. km², og det gør Det røde Bækken til et af de tættest befolkede landbrugsområder i verden. I nyere tid er byområderne begyndt at brede sig, og de naturlige landskaber er derfor begrænset til stejle bakkeskråninger og nogle få tempelskove.
Erosion er et alvorligt problem i det tæt opdyrkede Sichuan, for landskabet er topografisk varieret, og selv med hældningsgrader på op til 40% bliver skråningerne brugt til dyrkningsformål. Desværre kan det ikke svare sig at omdanne skråningerne til terrasser, når hældningsgraden overstiger 10%, fordi konstruktionsomkostningerne bliver for høje. For tiden er der forsøg i gang med konturpløjning som sikring mod erosionen, men de foreløbige resultater er ikke opmuntrende.

## Sichuans historie

### Forhistorie
Det første bevis for menneskelig bebyggelse er fundet af simple redskaber og en hjerneskal fra ældre stenalder. Under den yngre stenalder (ca. 8.000 f.Kr. – 2.000 f.Kr.) brugte man økser, lerkrukker, bennåle og primitive våben. De første egentlige kulturer i Sichuan blev skabt af Ba og Shu folkene, som boede i nutidens Liangzhou fra ca. 2000 f.Kr. Shufolket levede på Chengdusletten, mens Ba-kongeriget havde sit centrum i det østlige Sichuan. Mange efterladenskaber fra Shu og Ba kan ses på Sichuans provinsmuseum.

### Kongeriget Shu
For 23 hundrede år siden flyttede en Shu-hersker, Kaiming 9., sin hovedstad lidt mod øst og gav den navnet Chengdu i det håb, at den en dag ville blive en storby. Siden da har Chengdu været Sichuans hovedstad. Den isolerede beliggenhed og landets rigdomme har medført, at Sichuan har været selvstændigt i flere perioder. Området havde først sine forbindelser mod syd, men ca. fra og med 400 f.Kr. blev det koloniseret fra staten Qin og dermed integreret i Kinas kulturkreds.

### Qinherskere
Under den urolige periode mellem 453 f.Kr. og 221 f.Kr. erobrede en Qin-hersker Shu kongeriget, og for at kunne udnytte den frugtbare slette og sikre sin control med Sichuan flyttede tusinder af Qin-folk ind i landet. Kejseren lod bygge tykke bymure omkring Chengdu i 311 f.Kr., og han opdelte byen i to halvdele: den største for administrationen og hæren, og den mindste for købmænd og bønder, som ellers mest boede uden for murene. En flod blev omdirigeret, så den kunne fylde voldgravene omkring byen, og selv om murene ikke findes længere, omkranser floderne Fu og Nan stadig det, der var datidens by, før de forenes og strømmer sydpå.

### Blomstringstid
Slettens rige jord og blomstrende økonomi gjorde den strategisk vigtig, og i 2.000 år har både krigsherrer og herskere værdsat den højt. Det var yderligere et fremskridt, da det i 316 f.Kr. lykkedes Li Bing at tæmme et par af de uregerlige flodløb og udnytte deres vand til kunstvanding. Efter den tid har Chengdu været udbygget mange gange, og den har været et økonomisk og socialt centrum for hele Sichuan, som bl.a. har haft brokadefremstilling siden Han-dynastiet (25-220). Den berømteste herre i Chengdu var muligvis Liu Bei, en fjern slægtning til den kejserlige familie, der slog på sin arvemæssige ret og løsrev Shu i årene mellem 220 og 263.
Chengdu blev Kinas vigtigste by under Tang-dynastiet (618-907). En af de største udvidelser af byen skete i 879, da embedsmanden Gao Bin forøgede byens areal, så den kunne rumme 120 gader.

### Nyeste tid
I 1940'erne var Chengdu og Chongqing de første baser for 'Flying Tigers', en berømt gruppe af amerikanske og kinesiske kamppiloter, som bekæmpede japanerne under 2. verdenskrig. Byerne blev senere støttepunkter for Nationalistpartiet, men medlemmerne flygtede til Taiwan, da Folkerepublikken Kina blev udråbt i 1949, og den røde hær befriede Chengdu i 1950.
Efter at Deng Xiaoping, der selv stammer fra Sichuan, fik magten i 1977, har Sichuan gennmgået flere økonomiske reformer og ofte været førende i nybruddet. Blandt de vigtigste reformer har været indførelsen af 'ansvarlighedssystemet', der opbryder kommuner og udlejer jord til bønderne. Til gengæld skal de sælge en del af deres udbytte til regeringsfastsatte priser, men ellers har de lov til at handle på det frie marked, som de ønsker. Reformerne har også nået industrisektoren, og det har været afslutningen på mange statsejede foretagender, men også begyndelsen på en vækst i Kinas arbejdsudbytte.
Et andet resultat er, at Sichuan er blevet rigere, sådan at næsten alle boliger i byerne har fået farvefjernsyn, vaskemaskiner og køleskabe. Kaiming 9.s tanke om en storby på Chengdusletten er blevet virkeliggjort i en grad, der må overgå hans vildeste fantasi.

## Turistattraktioner
- Emei Shan er 3.099 m højt og ét af de fire hellige bjerge i Kina med mange buddhistiske klostre.
- Qingcheng Shan nær ved Guanxian er kendt som et center for taoisme.
- Dujiangyan ved Minjiang floden nær Guanxian blev skabt i 250 f.Kr. som er et af de ældste og mest effektive kunstvandingsprojekter.
- Yangtze s tre slugter i Nanping amt ved foden af Min Shan.

### UNESCOs kinesiske verdensarvområder
- Dazu klipperelieffer under Chongqings byområde
- Huanglong Historisk og naturmæssigt interessant område
- Jiuzhaigou dalen Historisk og naturmæssigt interessant område
- Mount Emei Naturmæssigt interessant, omfatter Leshan kæmpebuddha kulturelt interessant
- Qincheng-bjerget og Dujiangyan kunstvandingssystem
- Sichuans pandareservat

## Myndigheder
Den regionale leder i Kinas kommunistiske parti er Peng Qinghua. Guvernør er Huang Qiang, pr. 2021.

## Eksterne links
- Sichuans historie (engelsk)